# Ostoja Barcza
Ostoja Barcza este o arie protejată (sit de importanță comunitară — SCI) din Polonia întinsă pe o suprafață de 1.523,48 ha, integral pe uscat.

## Localizare
Centrul sitului Ostoja Barcza este situat la coordonatele 50°57′13″N 20°45′36″E / 50.9537°N 20.7601°E.

## Înființare
Situl Ostoja Barcza a fost declarat sit de importanță comunitară în octombrie 2009 pentru a proteja 4 specii de animale.

## Biodiversitate
Situată în ecoregiunea continentală, aria protejată conține 9 habitate naturale: Formațiuni ierboase bogate în specii de Nardus, dezvoltate pe substraturi silicioase în zone montane (și în zone submontane, în Europa continentală), Pajiști cu Molinia pe soluri calcaroase, turboase sau argilos-nămoloase (Molinion caeruleae), Fânețe de joasă altitudine (Alopecurus pratensis, Sanguisorba officinalis), Mlaștini turboase de tranziție și turbării mișcătoare, Păduri de fag Luzulo-Fagetum, Păduri de fag Asperulo-Fagetum, Păduri de stejar și carpen Galio-Carpinetum, Păduri aluvionare cu Alnus glutinosa și Fraxinus excelsior (Alno-Padion, Alnion incanae, Salicion albae), Păduri de brad Holy Cross (Abietetum polonicum).
La baza desemnării sitului se află mai multe specii protejate:
- nevertebrate (3): fluturele auriu (Euphydryas aurinia), fluturele purpuriu (Lycaena dispar), Unio crassus
- pești (1): zglăvoacă (Cottus gobio)